# آنا (مسلسل كوري جنوبي)
آنا (بالكورية: 안나)؛ هو مسلسل ويب كوري جنوبي، من بطولة باي سوزي، جونغ إيون تشاي، وكيم جون هان. تروي قصة امرأة تعيش حياة مختلفة تمامًا بدءًا من كذبة صغيرة. صدر المسلسل على منصة كوبانج بلاي كل يومي الجمعة من 24 يونيو إلى 8 يوليو 2022.

## القصة
«آنا» هي قصة امرأة بدأت تعيش حياة مختلفة تمامًا، بداية من كذبة صغيرة. 
يو مي، التي غيرت اسمها إلى آنا، تكذب بخلفيتها الأكاديمية وماضيها، وتقف على مخاطرة كبيرة، وتتزوج رجل أعمال ناجح تشوي جي هون (كيم جون هان) دون حب.

## طاقم
- باي سوزي بدور يومي[12]

امرأة تفقد هويتها الحقيقية بعد أن تعيش كشخص آخر بسبب كذبة بسيطة اختلقتها
- جونغ إيون تشاي بدور هيون جو[13]

تتمتع بحياتها المتفوقة والرائعة، دون أي اعتبارات أو حقد للآخرين.
- كيم جون-هان بدور جي هون[14]

زوج يو مي، إنه رجل طموح يسعى إلى حياة هادفة.
- بارك يي يونغ بدور جي وون[14]

صديقة يو مي، جي-وون هي الشخص الوحيد الذي يمكن لـ يو-مي الوثوق به والاعتماد عليه.
- تشوي يونغ جين في دور لي سانغ هو

والد يومي
- كيم جونغ يونغ في دور هونغ جو[15]

والدة يومي
- هيو هيونغ جيو في دور كانغ جاي هو[16]

طالب جامعي واعد يومي بينما كانت تتظاهر بأنها طالب جامعي.
- وو جي-هيون في  دور سيوون-وون

موظف في مطعم مملوك لشركة هيون جو.
- كيم سو جين في دور الرئيسة كيم[17]

موظفة في شركة هيونغ-غو تعتني بـ يوو-مي.
- أوه مان سيوك في دور السيد لي[18]

كاتب
- بايك جي وون في دور والدة هيون جو[19]

مديرة المعرض الذي تعمل فيه يومي.
- يون جي-مين في دور البروفيسور يون[20]
- هونغ هي وون كسكرتيرة جونغ
- جانغ ها أون في دور نارا، طالبة في جامعة ييل.[21]
- تشو كوي جونغ في دور والدة جاي هو
- لي جي يون كاستاذ موسيقى.[22]
- بارك سو يون في دور سكرتيرة تشو يو مي[23]

## الإنتاج
هي ثاني سلسلة اصلية لمنصة كوبانغ بلاي بعد مسلسل يوم واحد عادي لعام 2021. بدأ تصوير المسلسل في 15 أكتوبر 2021, واختتم في 23 مارس 2022. في 31 مايو 2022 ، كشفت كوبانج بلاي رسمياً عن ملصق المسلسل بجانب الإعلان عن تاريخ العرض الأول، والذي من المقرر عرضه في 24 يونيو 2022. تم إصدار المسلسل اسبوعياً حلقتين، كل جمعة لمدة ثلاث أسابيع بمجموع 6 حلقات. 

## جدال
في 2 أغسطس 2022 ، اتهمت المخرجة والكاتبة لي جو-يونغ منصة كوبانغ بلاي بإجراء تعديلات كبيرة على المسلسل دون مناقشتها. على الرغم من أن الإصدار الأخير من المسلسل المقدم من لي كان يتألف من 8 حلقات (45-61 دقيقة لكل حلقة) ، فإن المسلسل الذي تم عرضه، يتكون من 6 حلقات (45-61 دقيقة لكل حلقة). طلبت لي إزالة اسمها من اعتمادات الإخراج والسيناريو ، لكن تم تجاهل ذلك.
في بيان بعد يوم واحد، أوضحت منصة كوبانغ بلاي أنهم وجدوا أن تحرير المخرجة كان مختلفًا بشكل كبير عما تم الاتفاق عليه معهم في البداية، لكن عندما طلبوا عدة مرات لجراء تعديلات وفقًا لما تم الاتفاق عليه سابقا، رفضت المخرجة ذلك. ومن ثم، قام منتجوا كوبانغ بلاي بتحرير العمل ليطابق هدف الإنتاج الأصلي المتفق عليه، بموافقة المنتج وفقًا للحقوق المنصوص عليها في العقد. ومع ذلك، قالت المخرجة لي أنها لم تتلق طلبًا لتغييرات ولم ترفض القيام بذلك. علاوة على ذلك، زعمت كل من لي والمحرر كيم جونغ هوون أنهما لم يتلقيا أي آراء بخصوص التحرير من قبل كوبانغ بلاي.
في وقت سابق في 8 يوليو، أعلنت شركة كوبانغ بلاي عن إطلاق نسخة موسعة من المسلسل في أغسطس. من المتوقع أن تكون من من 8 حلقات.

## روابط خارجية
- آنا على موقع IMDb (الإنجليزية)
- آنا على موقع كينوبويسك (الروسية)
- آنا على موقع قاعدة بيانات الفيلم (الإنجليزية)
- آنا على هانسينما
- آنا على ديوم (باللغة الكورية)